# Ансамбль Шейхантаур
Ансамбль Шейхантаур узб. Shayx Xovandi Tohur majmuasi — архитектурный комплекс, центром которого является Мавзолей Шейха Ховенди ат-Тахура (Шейхантаура). Один из важнейших архитектурных памятников Ташкента, Узбекистан. Находится в центре современного Ташкента в четырёхугольнике, образованном улицами Алишера Навои, Шайхантохур и Абдуллы Кадыри.

## Биография шейха Ховенди ат-Тахура
Шейх Ховенди ат-Тахур родился в XIII веке. Он был Сейдом - потомком пророка Мухаммеда. Его отец, Шейх Омар, был прямым потомком в семнадцатом поколении второго благочестивого халифа Омара ибн ал-Хатаба, поэтому мужчины в семье Шейха Омара носили почетное звание Ходжа. Шейх Омар был посвященным суфием, последователем дервиша Хасана Булгари. Он прибыл в Ташкент с единственноей целью — распространение ислама. Вскоре Шейх Омар перебрался в горный посёлок Богистон, где он провел остаток своей жизни. Здесь и родился Шейх Ховенди ат-тахур (Шейхантаур). Молодой Шейхантаур принял посвящение среди дервишей города Яссы, где уже в то время был распространен культ суфистского Шейха и основателя ордена Ходжи Ахмеда Ясави. После длительного периода путешествий по Мавераннахру, Шейхантаур прибыл в Ташкент, где он остался в памяти людей как «мудрейший из мудрейших». Шейх умер между 1355 и 1360 годами.

## Легенды об истории возникновения комплекса Шейхантаур
Согласно письменным источникам в V—VIII веках на территории Чача местное население исповедовали зороастризм. На территории, занимаемой архитектурным комплексом Шейхантаур располагалось несколько хаузов (бассейнов с водой), так как вода так же была одним из образов поклонения зороастризма. Также среди местного доисламского населения существовал культ поклонения деревьям-долгожителям. По-видимому, аллея саур и представляла собой аллею культовых деревьев.
По преданиям шейх ат-Тахур, совершив путешествие в город Туркестан, где постигал мистическую философию Ахмада Яссави, учась терпению и кротости, после долгих лет странствий вернулся в Ташкент и поселился у святого источника, о котором в незапамятные времена была сложена красивая легенда. По этой легенде из этого источника била вода «вечной жизни», а на берегу его, в тени деревьев, отдыхал сам Искандер Двурогий (Искандер Зулькарнай), то есть — Александр Македонский. По преданию, в доисламские времена у этого ключа был языческий храм Воды и Огня. Здесь и завещал похоронить себя умерший в 1355 году шейх ат-Тахур (Хавенди Тахур из Богустана). У его могилы долгое время росли так называемые сауры Искандера — тысячелетние, потерявшие листву и почти окаменевшие от старости деревья. Ствол одного из таких деревьев сохранился до наших дней внутри мавзолея Шейхантаура, у самой его могилы.

### Хронология постройки архитектурных памятников и сооружений на территории комплекса
Первым при правлении династии Тимуридов был построен мавзолей шейха Хавенди Тахура из Богустана (Шейхантаура), умершего в 1355 году.
В конце XV века были построены чилляхона, мавзолей Калдыргач бия, мавзолей Юнус-хана Могулистанского.
В 1892 году были построены чорта́к и медресе Ишан Кули-датха, изображенные на приводимой фотографии.
В 1908—1910 годах Ходжимат-ишан из Намангана построил Аурат-мечеть с минаретом.
В 1913 году был построен минарет возле мавзолея Юнус-хана.
Кроме того, на территории комплекса были ещё мавзолей Куктеллик-ата и мавзолей Каба. Также было несколько квартальных каркасных мечетей: мечеть Занджирлик у входа в комплекс, и мечети Гариб и Саид Азимбая по сторонам мавзолея Юнус-хана.
В 1932 году на территорию комплекса была перенесена из «старого города» мечеть Хатун, построенная в 1754 году. В 80-е годы из «старого города» была перенесена на территорию комплекса ещё одна мечеть. В настоящее время в нём частично находится Исламский Университет.
У входа на кладбище Шейхантаур располагался хауз (водоём) Лянгар.
На территории комплекса было несколько чортаков — один находился у мавзолея Кучкар-ата XV века постройки, один внутри кладбища и один был построен в 1892 году у входа в комплекс. От чортака у мавзолея Кучкар-ата к мавзолею Шейхантаура шла дорожка — гишт йул, располагавшаяся ниже основного уровня земли, вдоль которой находилась аллея древних саур (сайра дерево вида туй). В 1980 х года — это был цветник, шедший от улицы Навои к мавзолею Юнусхана.
Также на территории комплекса Шейхантаур росло несколько 500-летних чинар. У мавзолея Кучкар-ата рос карагач, увешанный рогами козлов.
Также до начала XX века на территории комплекса Шейхантаур располагались каркасные беседки-шийпаны, ошхона (столовая), чайхоны (чайные), лавки-дуканы для продажи лепёшек и сладостей, а также балаганы для зрелищ в дни праздников.
С 1924 года кладбище было закрыто) и почти все постройки на территории комплекса были снесены.
В 1947 году был разобран чортак 1892 года постройки, в 1964 году были разобраны остатки медресе Ишанкул-дахта, в котором в советское время размещалась киностудия. В 1967 году была разобрана мечеть Хатун, служившая библиотекой.
Мавзолей Шейхантаура в 1910—1920 годах ремонтировался на средства шейха Ходжимат-ишана: был сделан ремонт купола, который был покрыт железом.
Мавзолей Калдыргач-бия располагался в советское время на территории сувенирной фабрики. Купола мавзолея были восстановлены в 1970-х годах по проекту архитектора В. М. Филимонова.
В помещении мавзолея Юнус-хана в 1950—1960-х годах располагались Среднеазиатские реставрационные мастерские, поэтому здание мавзолея постоянно ремонтировалось. В 1980—1981 годах по проекту архитектора М. И. Бурштейна была проведена генеральная реставрация здания мавзолея.

## Мавзолей Шейхантаура
Мавзолей (мазар) Шейхантаура, неоднократно изменял внешний вид после того, как он был построен в XIV-м столетии. Внутри мазара, рядом с надгробием находится уникальный, сохранившийся до сих пор, окаменевший священный Саур Искандера. Сауры — это хвойные деревья местной породы. Вокруг мавзолея была целая роща таких сауров, которые были безжизненны уже в XV столетии. Полагают, что их происхождение связано с именем Александра Великого, который весьма почитается на Востоке, как мифический герой или Пахлеван. Возможно, что именно из-за этих запоминающихся хвойных деревьев, это место было выбрано для захоронения Шейхантаура. Размеры мавзолея: ширина — 16,2×9 м, высота — 12.8 m..

## Комплекс захоронения Шейхантаур
Шейхантаурское кладбище — самое популярное святое место Ташкента в XVI в., здесь хоронили местную аристократию. Комплекс захоронений начал формироваться в пригороде, среди усадеб зажиточных горожан.
Со временем вокруг мавзолея Шейхантаура образовался целый погребальный комплекс. Комплекс вместе с городским районом вокруг (по-местному махалля), получили наименование Шейхантаур. Много выдающихся личностей, оставивших след в истории Ташкента, были похоронены здесь. Один из них Юнус Ходжа, бывший сначала хокимом (начальником махалли) Шейхантаура, а затем и правителем Ташкента, когда в XVIII веке Ташкент был полу-независимым городом-государством. Другая выдающаяся личность, похороненная здесь Алимкуль Парварчи — Кокандский генерал, который защищал Ташкент от Русских войск в 1864—1865 гг., но в итоге был смертельно ранен 9 мая 1865 года во время двухчасового боя недалеко от Ташкентаво время попытки контратаковать войска генерала М. Г. Черняева, осадившие Ташкент. Его смерть в числе других причин способствовала тому, что генерал М. Г. Черняев овладел Ташкентом в результате штурма 16 июня 1865 года.
К началу XX в. это был уже огромный комплекс памятников, включавший купольные ворота, хаузы, мечети, мавзолеи и медресе.
До нашего времени сохранились только 3 (из 16) памятника погребального комплекса Шейхантуар. Помимо Мавзолея Шейхантаур сохранились Мавзолей Калдиргочбия и Мавзолей Юнус-Хана.

## Мавзолей Калдиргочбия
Дата постройки мавзолейного комплекса Калдиргочбия на территории комплекса Шейхантаур относится к первой половине XV века.
Здание Мавзолея Калдиргочбия — имеет пирамидальный купол, что является необычным для Узбекистана. Толе-би (Калдиргоч-бий) был легендарным судьёй из племени Дулат. Мавзолей был построен в первой половине XV-го столетия. Двор и художественное оформление мавзолея не сохранились. Размеры: 9,5×9,5 м, комната: 6×6 м.

## Мавзолей Юнус-Хана
Мавзолей Юнус-Хана расположен недалеко от мавзолея Шейхантаура. Это одно из двух монументальных зданий, построенных в XV столетии, которое сохранилось до наших дней. Юнус-Хан Моголистанский (1415—1487) был одним из правителей Ташкента.

## В течение веков Мавзолей Шейхантаур менял свой вид

Ансамбль Шейхантаур. Чортак[9] и медрессе Ишанкулдатха
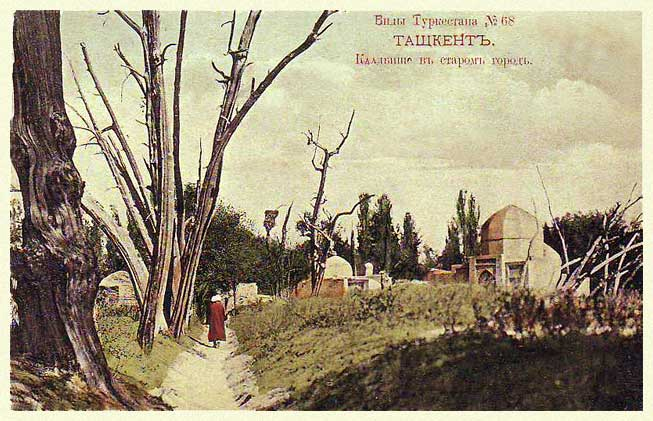
Шейхантаур. Аллея окаменевших саур
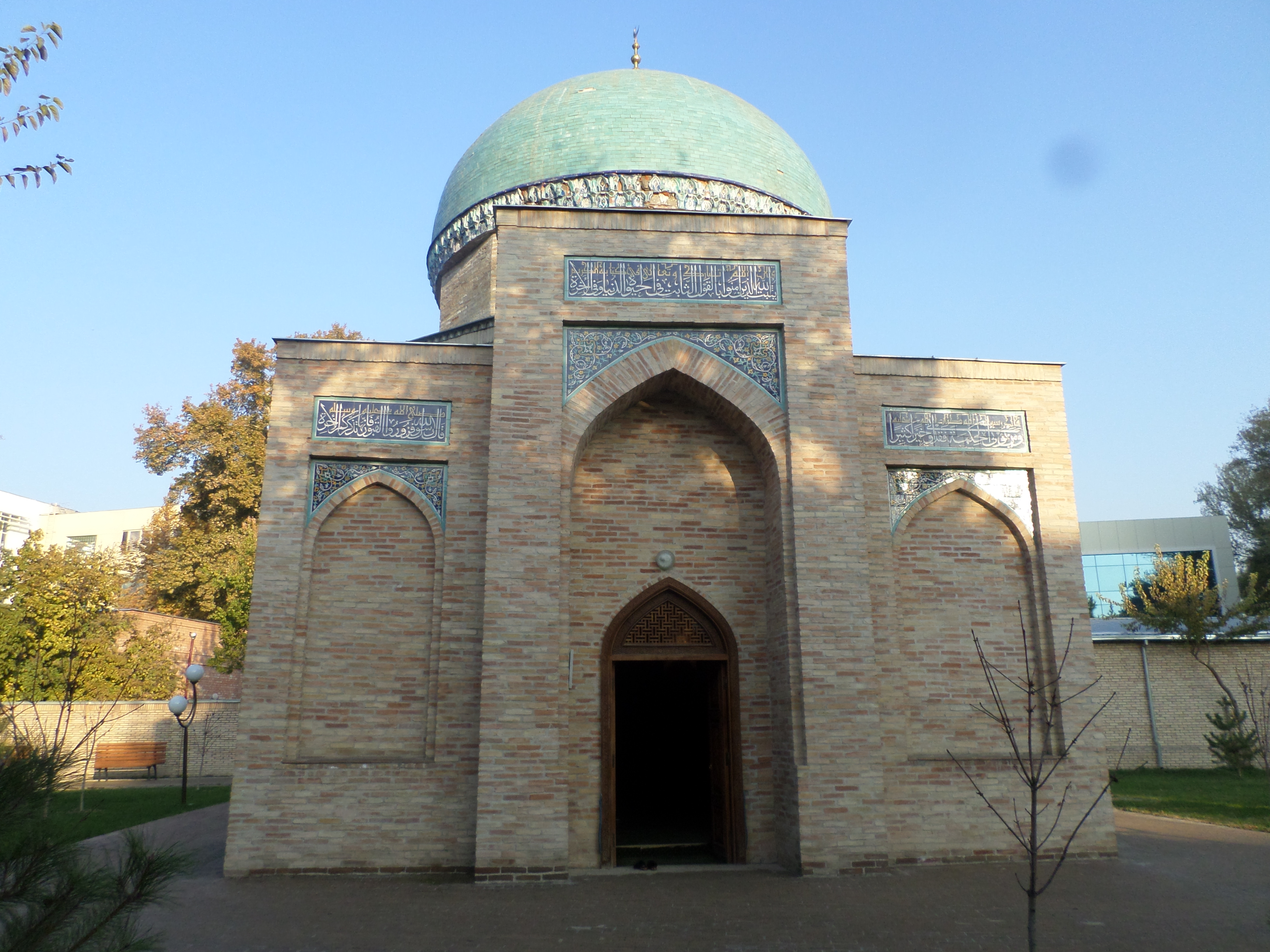
Мавзолей Шейха Ховенди ат-Тахура
Ансамбль Шейхантаур
Мавзолей Калдиргочбия
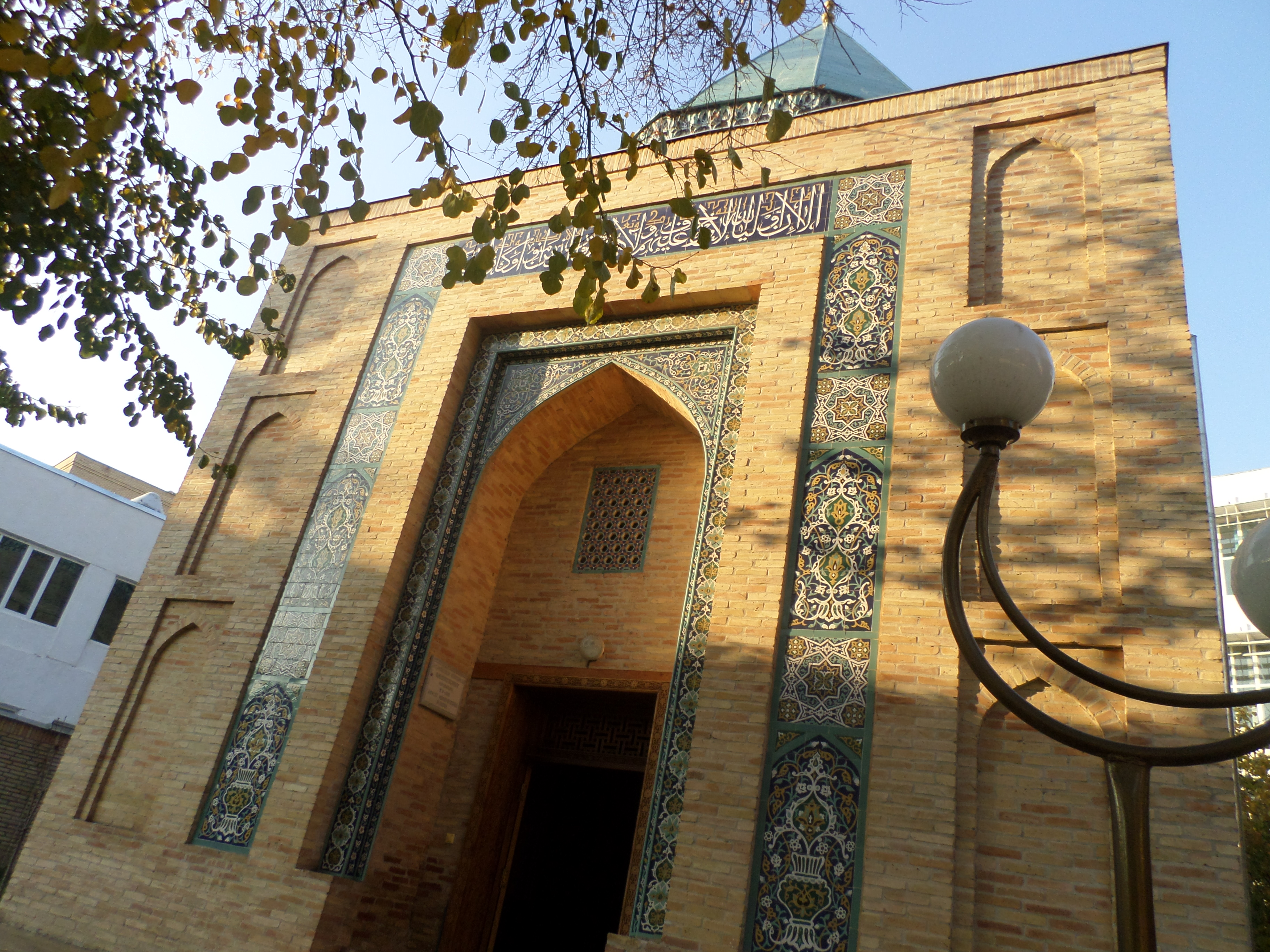
Мавзолей Калдиргочбия
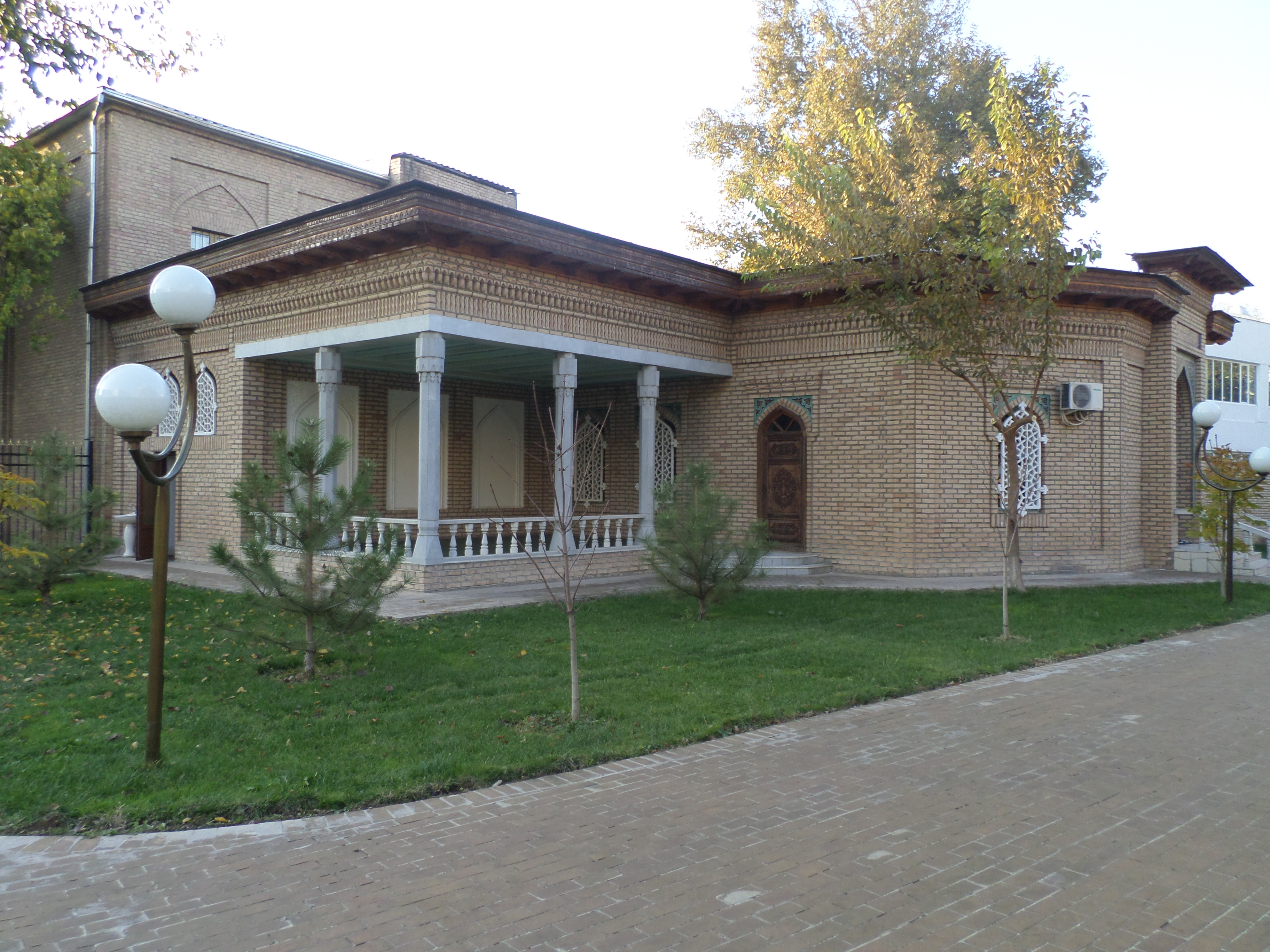
Мечеть Калдиргочбия